# Metropolitane in Unione Sovietica
Questo articolo elenca i sistemi di metropolitana costruiti nell'Unione Sovietica e che hanno continuato a operare negli Stati post-sovietici.

## Storia
In Unione Sovietica (1935-1991)
La prima fu la metropolitana di Mosca, capitale della RSFS Russa, inaugurata nel 1935, fortemente voluta da Stalin e intitolata dapprima all'organizzatore dei lavori Lazar Kaganovich ma dal 1947 a Lenin. Dalla fine della seconda guerra mondiale in poi, furono costruite 12 nuove metropolitane: dapprima a Leningrado, seconda città della RSFS Russa; quindi nelle sei capitali di altrettante Repubbliche sovietiche oltre che a Charkiv, seconda città della RSS Ucraina; infine in altre quattro città della RSFS Russa. Sul finire degli anni '80 ne era stata proposta un'altra, la metropolitana di Riga (capitale della RSS Lettone), ma la forte opposizione locale - proprio in quegli anni si ebbe la rivoluzione anti-sovietica nelle tre repubbliche baltiche - fece tramontare il progetto.
Caduta dell'URSS (1991)
Pertanto al 1991, anno della caduta dell'Unione Sovietica, vi erano 13 sistemi di metropolitana distribuiti in 7 delle 15 Repubbliche sovietiche. La metropolitana di Dnipro, che sarebbe stata la quattordicesima nell'Unione e la terza nella RSS Ucraina, era stata iniziata nel 1982 ma fu inaugurata nel 1995, quindi dopo la caduta dell'URSS.
Negli Stati post-sovietici (1991-)
Oltre che a Dnipro, dal 1991 ad oggi sono state costruite altre due metropolitane nei territori già parte dell'URSS: la metropolitana di Kazan' in Russia (2005) e la metropolitana di Almaty in Kazakistan (2011). In Russia è stato proposto di realizzarne altre (a Čeljabinsk, Krasnojarsk, Ufa, Rostov sul Don e Omsk), ma questi progetti finora non hanno trovato realizzazione.

## Caratteristiche
Questi sistemi erano (e, nelle loro sezioni risalenti all'era sovietica, sono tuttora) caratterizzati da una loro unitaria specificità dal punto di vista tanto progettuale quanto architettonico, con caratteristiche decorazioni ornate sia negli interni sia negli esterni delle stazioni.

Le 16 città della Russia con almeno 1000000 di abitanti (dati al 30 ottobre 2022). Di queste, 7 sono quelle dotate di metropolitana, in altre 5 ne è stata proposta la costruzione, e infine la 16ª, Volgograd, è dotata di un metrotram.

Uno dei criteri richiesti dal governo sovietico per l'edificazione di una metropolitana era che la città interessata avesse almeno 1 000 000 di abitanti. Questo principio fu rispettato in quasi tutti i casi, con la sola eccezione di Tbilisi.

## Elenco
| Città                        | Repubblica sovietica | Stato indipendente | Rete                             | Anno di apertura | Ultima estensione | Stazioni | Linee | Lunghezza (km) |
| ---------------------------- | -------------------- | ------------------ | -------------------------------- | ---------------- | ----------------- | -------- | ----- | -------------- |
| Mosca                        | RSFS Russa           | Russia             | Metropolitana di Mosca           | 1935             | 2023              | 263      | 16    | 460,5          |
| Leningrado (San Pietroburgo) | RSFS Russa           | Russia             | Metropolitana di San Pietroburgo | 1955             | 2019              | 64       | 5     | 124,8          |
| Kiev                         | RSS Ucraina          | Ucraina            | Metropolitana di Kiev            | 1960             | 2013              | 49       | 3     | 69,6           |
| Tbilisi                      | RSS Georgiana        | Georgia            | Metropolitana di Tbilisi         | 1966             | 2017              | 23       | 2     | 27,3           |
| Baku                         | RSS Azera            | Azerbaigian        | Metropolitana di Baku            | 1967             | 2022              | 27       | 3     | 40,3           |
| Charkiv                      | RSS Ucraina          | Ucraina            | Metropolitana di Charkiv         | 1975             | 2016              | 27       | 3     | 38,1           |
| Tashkent                     | RSS Uzbeka           | Uzbekistan         | Metropolitana di Tashkent        | 1977             | 2023              | 48       | 4     | 66,5           |
| Erevan                       | RSS Armena           | Armenia            | Metropolitana di Erevan          | 1981             | 1996              | 10       | 1     | 12,1           |
| Minsk                        | RSS Bielorussa       | Bielorussia        | Metropolitana di Minsk           | 1984             | 2020              | 30       | 3     | 40,8           |
| Gor'kij (Nižnij Novgorod)    | RSFS Russa           | Russia             | Metropolitana di Nižnij Novgorod | 1985             | 2018              | 15       | 2     | 21,4           |
| Novosibirsk                  | RSFS Russa           | Russia             | Metropolitana di Novosibirsk     | 1986             | 2010              | 13       | 2     | 15,9           |
| Kujbyšev (Samara)            | RSFS Russa           | Russia             | Metropolitana di Samara          | 1987             | 2015              | 10       | 1     | 11,6           |
| Sverdlovsk (Ekaterinburg)    | RSFS Russa           | Russia             | Metropolitana di Ekaterinburg    | 1991             | 2012              | 9        | 1     | 12,7           |

## Galleria d'immagini

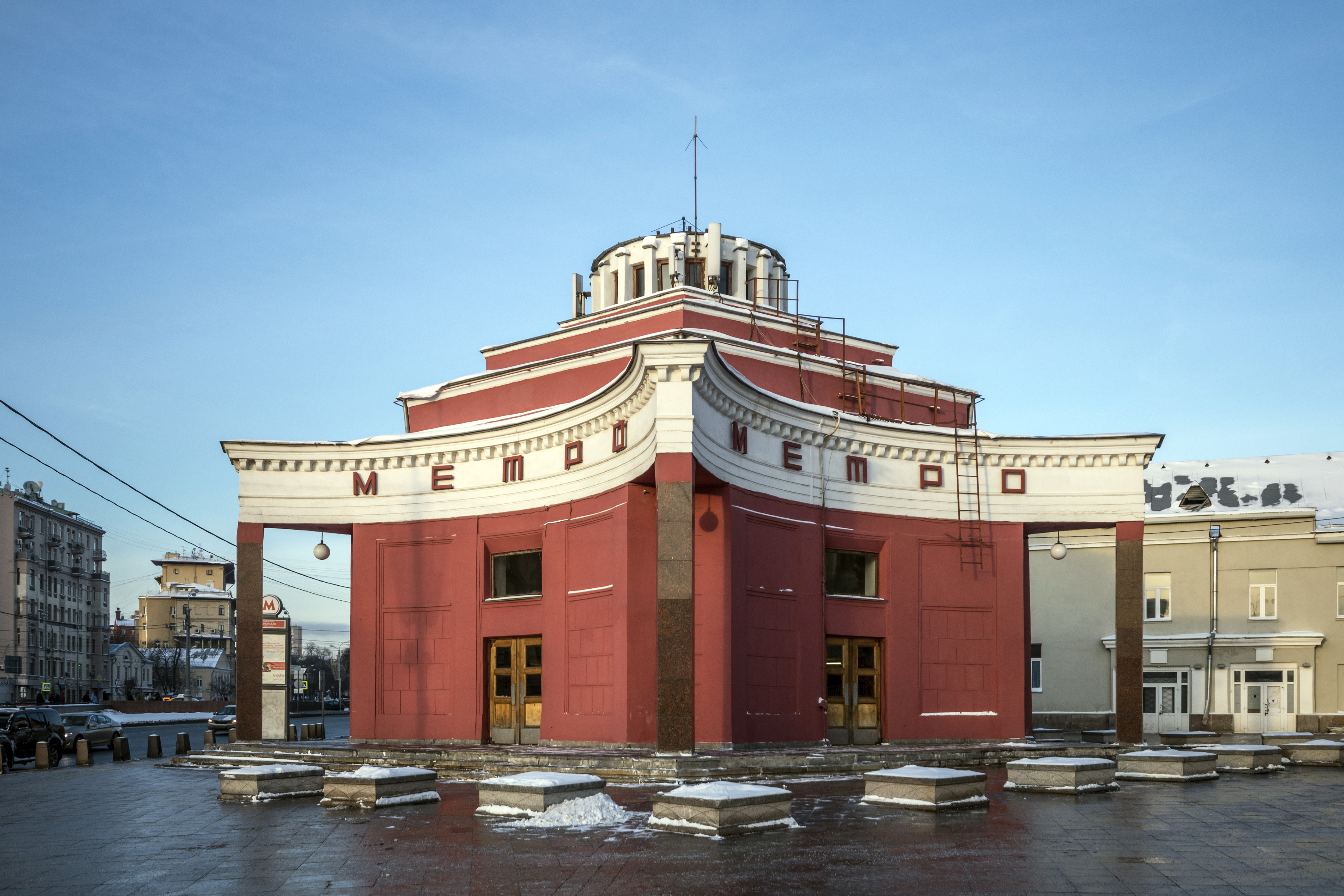
Stazione Arbatskaja della metropolitana di Mosca (1935)
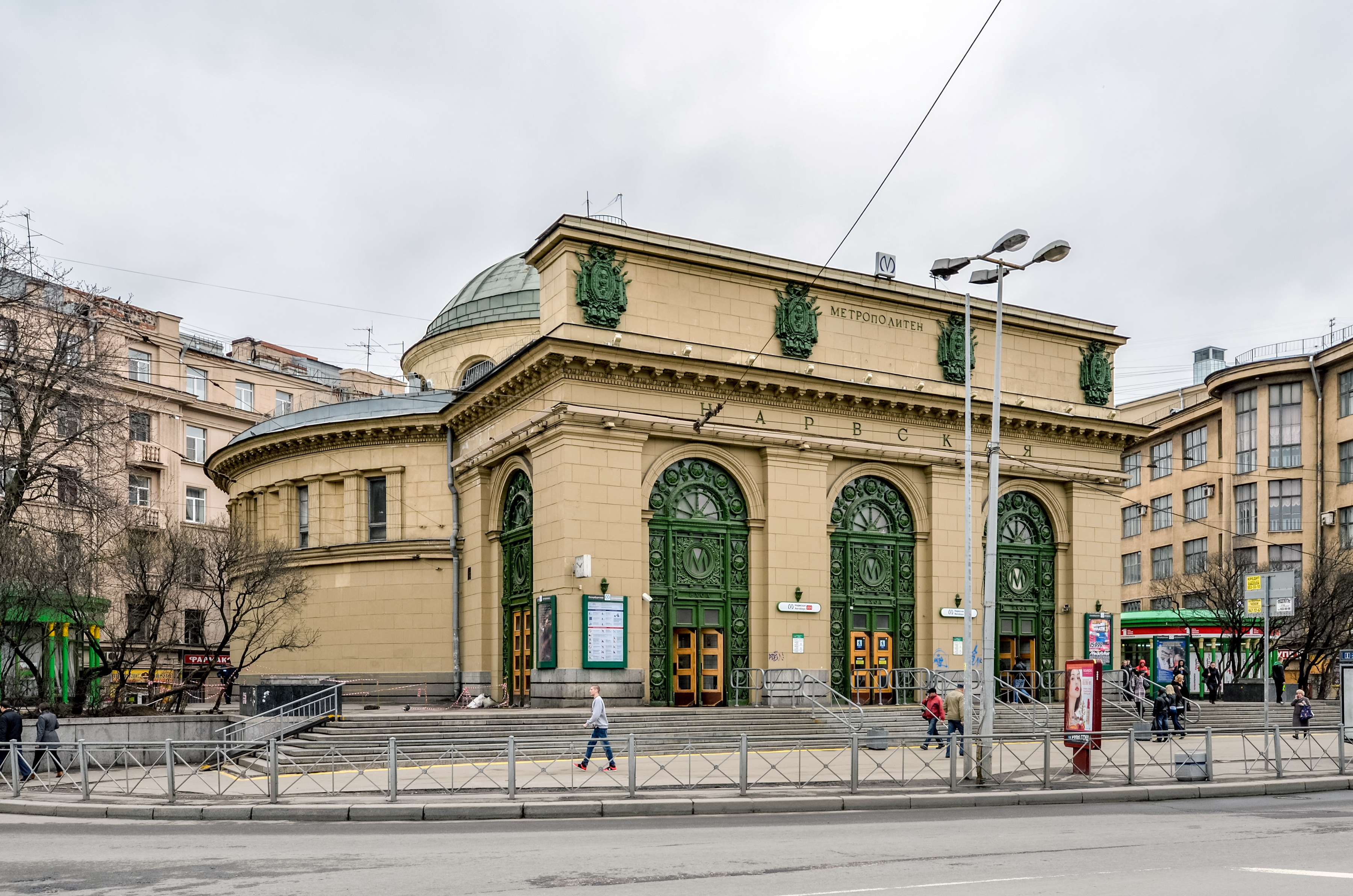
Stazione Narvskaja della metropolitana di San Pietroburgo (1955)
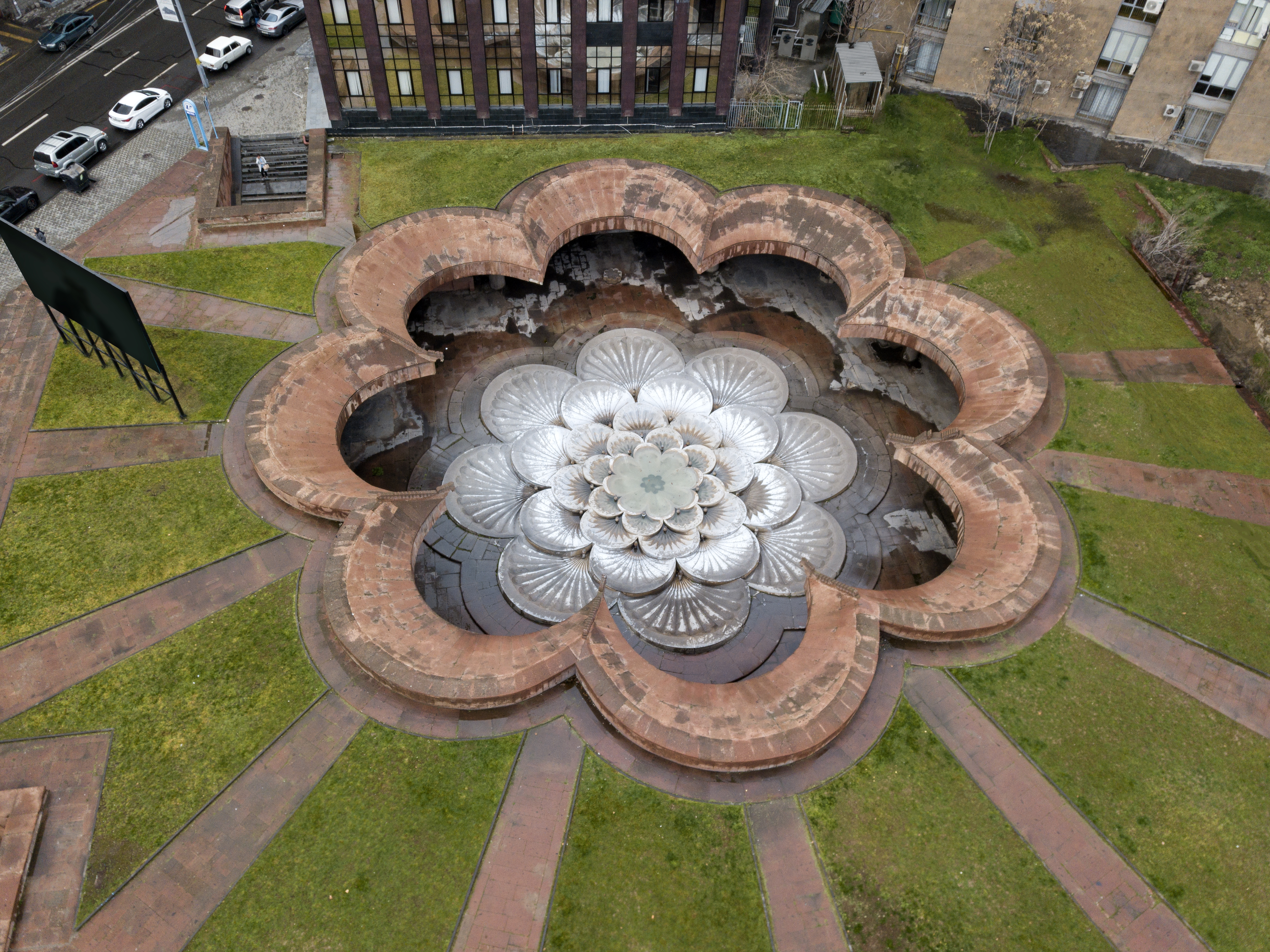
Stazione Piazza della Repubblica della metropolitana di Erevan (1981)
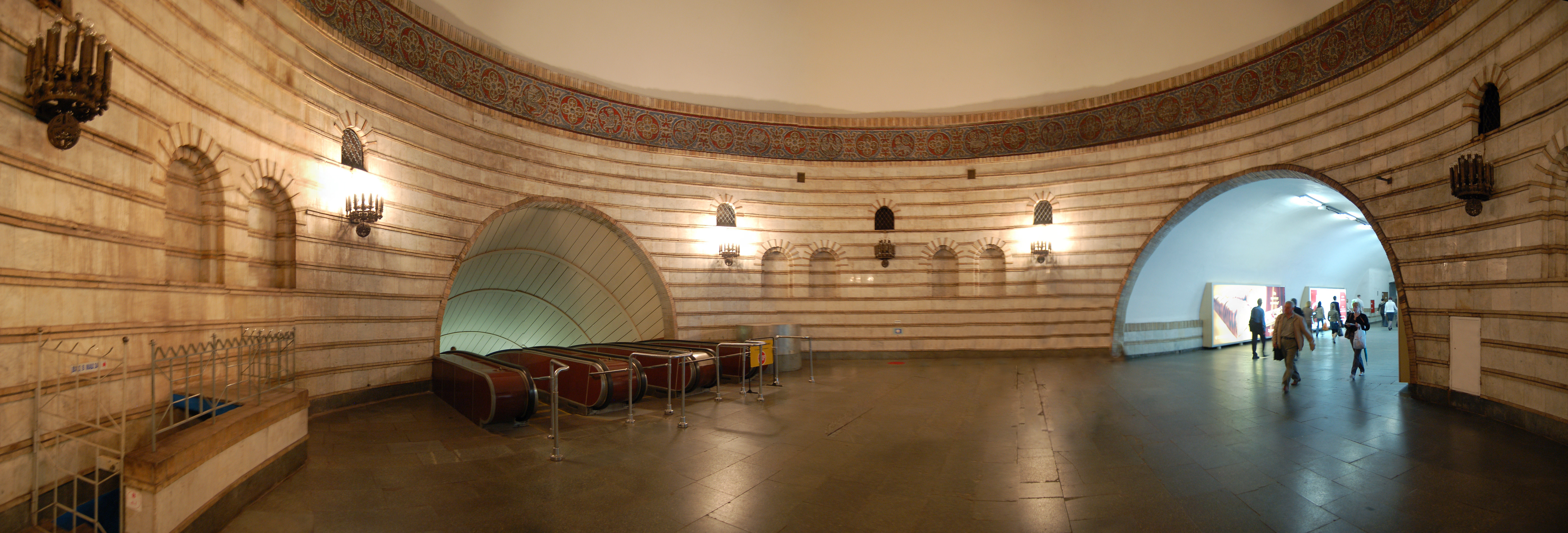
Stazione Zoloti Vorota della metropolitana di Kiev (1989)